# Sake Bombs and Happy Endings
Sake Bombs and Happy Endings è un DVD del gruppo musicale canadese Sum 41. Contiene uno spettacolo della band facente parte del tour promozionale di Does This Look Infected?, filmato al Bay NK Hall di Tokyo, Giappone il 14 maggio 2003.
È stato rimasterizzato in Dolby Digital 5.1. Include inoltre i video di Still Waiting e Over My Head (Better Off Dead).

## Tracce
1. Titoli d'apertura – 2:28
2. Mr. Amsterdam – 3:09
3. My Direction – 2:07
4. Hyper-Insomnia-Para-Condrioid – 2:32
5. Fat Lip – 3:02
6. All Messed Up – 2:54
7. All She's Got – 3:18
8. Over My Head (Better Off Dead) – 2:58
9. In Too Deep – 3:20
10. Machine Gun – 3:09
11. No Brains – 4:53
12. Heart Attack – 3:10
13. Nothing on My Back – 4:10
14. A.N.I.C. – 1:32
15. The Hell Song – 3:17
16. Thanks for Nothing – 3:26
17. Grab the Devil – 1:39
18. Still Waiting – 2:41
19. Hooch – 3:38
20. Motivation – 3:05
21. Pain for Pleasure – 3:16
22. Rabies – 1:00 – materiale bonus
23. Satan – 1:00 – materiale bonus
24. Violence – 1:00 – materiale bonus
25. All Messed Up – 3:06 – materiale bonus
26. Still Waiting – 3:50 – materiale bonus
27. Over My Head (Better Off Dead) (video edit) – 2:51